# Pennywise (personagem)

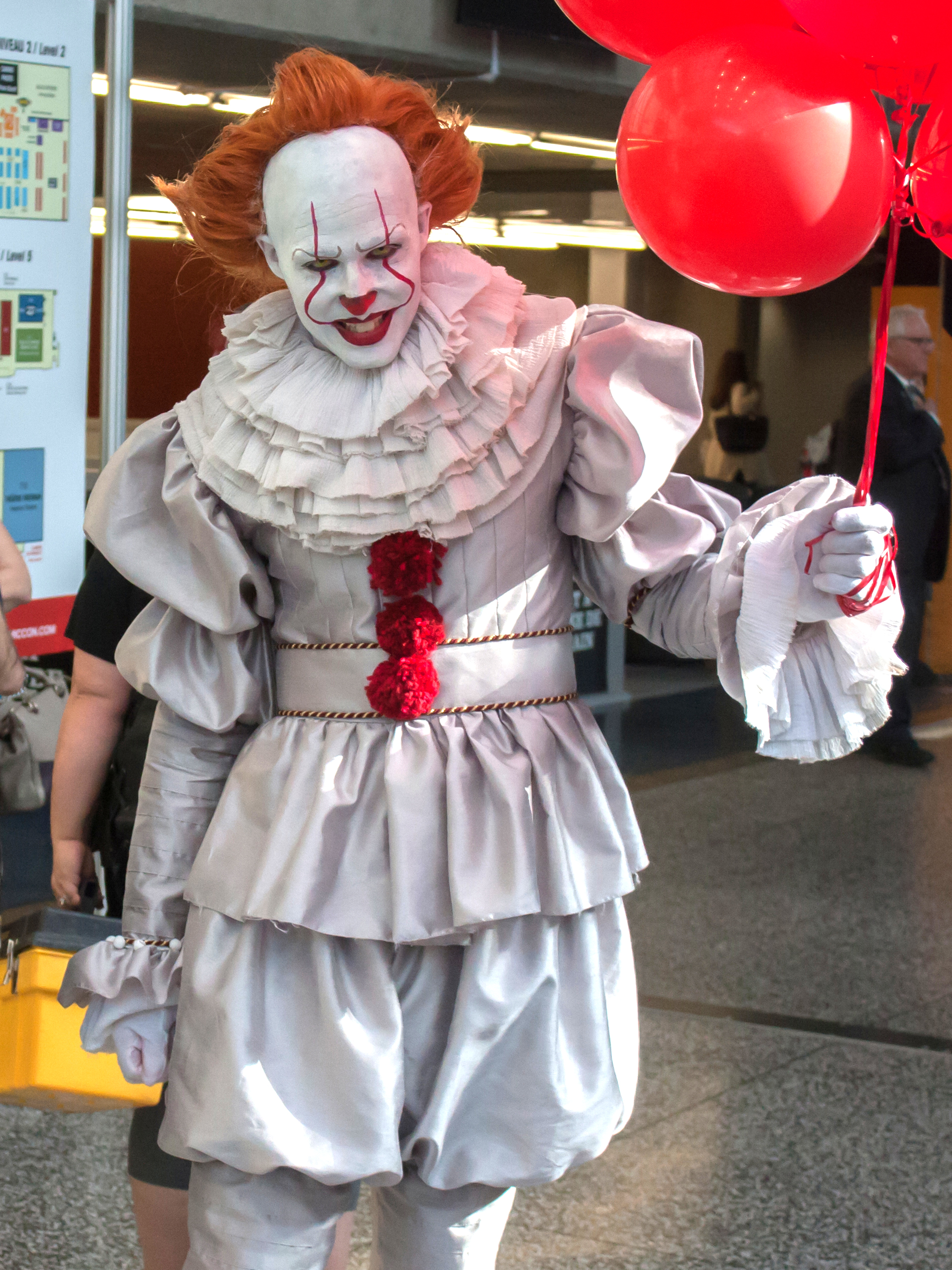
Visual de Pennywise em It - A Coisa (2017).

Pennywise (Parcimonioso/ Cauteloso, em português) é uma criatura sobrenatural metamorfa, que muda de forma, e geralmente aparece na forma de um palhaço para atrair suas presas preferidas: crianças. No livro de terror It (A Coisa), publicado em 1986 pelo escritor Stephen King, um de seus romances mais volumosos, o assustador palhaço alimenta-se dos medos e fobias das crianças, que moram na cidade fictícia de Derry, através da habilidade da leitura de mente das vítimas, toma a forma do que lhes der mais medo, assim como Freddy Krueger em seus filmes. Se denomina, devorador de mundos e de crianças, e possivelmente causa câncer nas pessoas.
Essa entidade em forma de palhaço, que se nomeia Robert Gray, foi interpretada pelo ator inglês Tim Curry no filme IT - Uma Obra Prima do Medo em 1990, servindo até como inspiração para o nome de uma banda de punk rock californiana Pennywise. Em 2017, foi interpretado por Bill Skarsgård em It: A Coisa, readaptação do livro.
Pennywise apareceu na Terra há muitos séculos, em um evento cataclísmico, similar a uma colisão de um asteroide, em um lugarzinho que futuramente seria Derry, no estado americano de Maine (onde se passa a história do livro). Aparentemente, ele esperou milhões de anos em silêncio até o aparecimento dos humanos (o que de alguma forma ele sabia que iria acontecer). Desde então ele acorda em ciclos de 27 a 30 anos, e caça crianças, atraindo-as como um simples palhaço para depois devorá-las.
Ele prefere crianças, porque os medos de uma criança são mais fáceis de tomar uma forma física e consequentemente assustando facilmente (diferente de adultos, que tem medo de coisas mais sem forma, como falência, solidão, o que vem após a morte, etc). Assustá-las antes de devorar equivale a "temperar a carne". Os ciclos da Coisa são conhecidos por serem extremamente violentos, mas as pessoas acabam se esquecendo disso devido a influência que a Coisa tem sobre o população da cidade de Derry.
A Coisa possui um rival, conhecido como "A Tartaruga", outra entidade superior que criara o Universo em que vivemos, mas que tanto a Coisa quanto a Tartaruga são seres criados por outra entidade maior, conhecida como "O Outro". A Coisa e a Tartaruga são eternos inimigos, já que a primeira é a forma da destruição, enquanto a segunda representa a criação.
Apesar de serem praticamente idênticos e opostos, a Coisa considera-se um ser superior, acreditando que seu rival é "quase tão superior quanto ele" e os humanos são meros brinquedos. Em algumas partes do livro vemos as coisas do ponto de vista da Coisa, onde descobrimos o que ele pensa, porque ele age da maneira que age, e tantas outras coisas.
Durante o livro, a Coisa enfrenta um grupo de crianças conhecidas como "O Clube dos Perdedores", através do "Ritual de Chud", o que a força a entrar em hibernação mais cedo do que o esperado. No próximo ciclo, a Coisa desperta e volta a assassinar crianças, fazendo com que o Clube dos Perdedores, agora adultos, voltar e acabar definitivamente com a entidade.
No início, os protagonistas achavam que a Coisa era do sexo masculino, por assumir a forma do palhaço Pennywise, mas no final descobrem que a Coisa é uma fêmea, pois na batalha final, Bill e seus amigos encontram vários ovos no local, que indica que a Coisa estava se reproduzindo com o intuito de deixar descendentes para destruir a raça humana.

## Poderes
- Força, velocidade e resistência sobre-humana
- Telecinese
- Telepatia
- Manipulação Mental
- Transformação
- Controle sobre animais
- Longevidade
- Teletransporte
- Regeneração
- Sensibilidade telepática
- Projeção astral
- Metamorfose

## As Principais formas da coisa
- Pennywise, o palhaço dançarino (sua principal forma, enquanto caça crianças, comumente acompanhado de balões);
- Lobisomem (para Richie Tozier e Bill Denbrough, depois para todos os Perdedores);
- Múmia (para Ben Hanscom);
- Monstro da Lagoa Negra (para Eddie Corcoran);
- Zombie (para Eddie Corcoran, de acordo com o filme de 2017);
- Drácula (para Ben Hascom adulto, na Biblioteca Municipal de Derry)
- O Monstro de Frankenstein (para Henry Bowers, Victor Criss e Belch Huggins);
- Lua (para Henry Bowers);
- Aranha (verdadeira forma física na Terra)
- Leproso (para Eddie Kaspbrak)
- Robert Gray (para Beverly)

As formas da Coisa são de uma dimensão além do físico, seu local de origem denominado "Deadlights". Sua verdadeira aparência nunca é revelada, no plano terrestre a aranha é o mais próximo de sua forma real que veremos.
A realidade da dimensão Deadlights leva qualquer pessoa a insanidade, a única que entrou neste reino e sobreviveu foi Audra Phillips a uma visita a este local, a esposa de Bill.

## Os Ciclos da Coisa
- 1715-1716: A Coisa desperta

- 1740-1743: A Coisa desperta e cria um reinado de terror de três anos que termina com o desaparecimento de toda a população local (cerca de 340 pessoas) na cidade de Derry.

- 1769-1770: A Coisa desperta

- 1851: A Coisa desperta quando um homem envenena sua família e depois comete suicídio comendo um cogumelo altamente venenoso, causando uma morte horrível.

- 1879: A Coisa desperta e volta a hibernar após um grupo de lenhadores ser encontrado morto.
- 1904-1906: A Coisa desperta e volta a hibernar após uma siderúrgica explodir durante um evento de Páscoa, matando 102 pessoas; das quais 88 eram crianças.

- 1929-1930: A Coisa desperta quando um grupo racista semelhante ao Ku Klux Klan queima um bar noturno afro-americano. Um dos sobreviventes é Dick Hallorann, o cozinheiro do livro "O Iluminado". Nesse ano foram documentados 170 desaparecimentos de crianças na cidade de Derry.

- 1957-1958: A Coisa desperta durante uma grande tempestade. São os eventos que dão início a história do livro. Nesse ano foram documentados 127 desaparecimentos de crianças na cidade de Derry.

- 1984-1985: A Coisa desperta novamente quando um grupo de adolescentes espancaram um casal homossexual, assassinando e jogando um deles de uma ponte, ecoando eventos que realmente aconteceram no Maine. É a segunda parte do livro, que finaliza a história da "A Coisa".

No telefilme de 1990, o ciclo da Coisa é alterado para 30 anos, com os eventos da primeira metade do livro ocorrendo em 1960 e os contemporâneos, em 1990. O filme de 2017 reloca os eventos da primeira metade para 1989.
Durante o seu estado de hibernação, A Coisa fica totalmente vulnerável e pode ser atacada de surpresa.